# Demokratikus Ébredés
A Demokratikus Ébredés (németül: Demokratischer Aufbruch, DA) ellenzéki mozgalom volt az NDK-ban, melyet 1989. december 16-án, illetve 17-én alapítottak keletnémet értelmiségiek Kelet-Berlinben, illetőleg Lipcsében.
Ismert tagjai közt volt Rainer Eppelmann, Wolfgang Schnur és Angela Merkel.
1990 februárjában a mozgalom több párttal (CDU, Deutsche Soziale Union) együtt szövetséget alkotott, amely eredményesen indult az 1990. március 18-án tartott választásokon: a Szövetség Németországért nevű pártplatform a szavazatok 48,15%-át nyerte meg. A DA 1990. augusztus 5-én fuzionált a CDU-val; majd a német újraegyesítéssel (október 3.) egyidőben, a tiszavirág-életű kormány (melynek miniszterelnöke Lothar de Maizière volt) leváltása után meg is szűnt.